# FA Cup 2008-09
La FA Cup 08–09 es la 128 edición de la copa más antigua de fútbol del mundo.
El campeonato empezó el 16 de agosto de 2008 con la ronda preliminar y concluyó el 30 de mayo de 2009 con la fase final.

## Calendario
| Ronda                                   | Fechas                                  | Número de Partidos | Clubes    | Premio al ganador                          | Jugador de la Ronda              |
| --------------------------------------- | --------------------------------------- | ------------------ | --------- | ------------------------------------------ | -------------------------------- |
| FA Cup 2008–09 Ronda Extra-Preliminar 1 | 16 de agosto de 2008                    | 203                | 761 → 558 | £750                                       | n/a                              |
| FA Cup 2008–09 Ronda Extra Preliminar 2 | 30 de agosto de 2008                    | 166                | 558 → 392 | £1,500                                     | n/a                              |
| FA Cup 2008–09 Ronda Preliminar 1       | 13 de septiembre de 2008                | 116                | 392 → 276 | £3,000                                     | Derren Ibrahim (Dartford)        |
| FA Cup 2008–09 Ronda Preliminar 2       | 27 de septiembre de 2008                | 80                 | 276 → 196 | £4,500                                     | Dean Lodge (Kingstonian)         |
| FA Cup 2008–09 Ronda Preliminar 3       | 11 de octubre de 2008                   | 40                 | 196 → 156 | £7,500                                     | Craig Davis (AFC Totton)         |
| FA Cup 2008–09 Ronda Preliminar 4       | 25 de octubre de 2008                   | 32                 | 156 → 124 | £12,500                                    | Sam Hatton (AFC Wimbledon)       |
| FA Cup 2008–09 Ronda Preliminar 5       | 8 de noviembre de 2008                  | 40                 | 124 → 84  | £20,000                                    | Jon Adams (AFC Telford United)   |
| FA Cup 2008–09 Ronda Preliminar 6       | 29 de noviembre de 2008                 | 20                 | 84 → 64   | £30,000                                    | Lindon Meikle (Eastwood Town)    |
| Treintaidosavos de final                | 3 de enero de 2009                      | 32                 | 64 → 32   | £75,000                                    | Nathan Tyson (Nottingham Forest) |
| Dieciseisavos de Final                  | 24 de enero de 2009                     | 16                 | 32 → 16   | £100,000                                   | Scott Parker (West Ham United)   |
| Octavos de Final                        | 14 de febrero de 2009                   | 8                  | 16 → 8    | £200,000                                   | Mikel Arteta (Everton F.C.)      |
| Cuartos de Final                        | 7 de marzo de 2009                      | 4                  | 8 → 4     | £400,000                                   | Robin van Persie (Arsenal)       |
| Semifinales                             | 18 de abril de 2009 19 de abril de 2009 | 2                  | 4 → 2     | Ganadores: £1,000,000 Perdedores: £500,000 | Phil Jagielka (Everton)          |
| Final                                   | 30 de mayo de 2009                      | 1                  | 2 → 1     | Ganador: £2,000,000 Perdedor: £1,000,000   |                                  |

## Ronda preliminar 5
| N.º     | Local                  | Resultado | Visitante              | Asistencia |
| ------- | ---------------------- | --------- | ---------------------- | ---------- |
| 1       | Colchester United      | 0 – 1     | Leyton Orient          | 4,600      |
| 2       | Havant & Waterlooville | 1 – 3     | Brentford              | 1,631      |
| 3       | Blyth Spartans         | 3 – 1     | Shrewsbury Town        | 2,742      |
| 4       | Sutton United          | 0 – 1     | Notts County           | 2,041      |
| 5       | Torquay United         | 2 – 0     | Evesham United         | 2,275      |
| 6       | Oxford United          | 0 – 0     | Dorchester Town        | 3,196      |
| replay  | Dorchester Town        | 1 – 3     | Oxford United          | 1,474      |
| 7       | Bury                   | 0 – 1     | Gillingham             | 2,161      |
| 8       | AFC Wimbledon          | 1 – 4     | Wycombe Wanderers      | 4,528      |
| 9       | Chester City           | 0 – 3     | Millwall               | 1,932      |
| 10      | Carlisle United        | 1 – 1     | Grays Athletic         | 3,921      |
| replay† | Grays Athletic         | 0 – 2     | Carlisle United        | 1,217      |
| 11      | Team Bath              | 0 – 1     | Forest Green Rovers    | 906        |
| 12      | Eastbourne Borough     | 0 – 0     | Barrow                 | 1,216      |
| replay  | Barrow                 | 4 – 0     | Eastbourne Borough     | 2,131      |
| 13      | AFC Hornchurch         | 0 – 1     | Peterborough United    | 3,000      |
| 14      | Yeovil Town            | 1 – 1     | Stockport County       | 3,582      |
| replay  | Stockport County       | 5 – 0     | Yeovil Town            | 3,260      |
| 15      | Leiston                | 0 – 0     | Fleetwood Town         | 1,250      |
| replay  | Fleetwood Town         | 2 – 0     | Leiston                | 2,010      |
| 16      | Accrington Stanley     | 0 – 0     | Tranmere Rovers        | 2,126      |
| replay  | Tranmere Rovers        | 1 – 0     | Accrington Stanley     | 2,560      |
| 17      | Walsall                | 1 – 3     | Scunthorpe United      | 2,318      |
| 18      | AFC Bournemouth        | 1 – 0     | Bristol Rovers         | 3,935      |
| 19      | Brighton & Hove Albion | 3 – 3     | Hartlepool United      | 2,545      |
| replay  | Hartlepool United      | 2 – 1     | Brighton & Hove Albion | 3,288      |
| 20      | Aldershot Town         | 1 – 1     | Rotherham United       | 2,632      |
| replay  | Rotherham United       | 0 – 3     | Aldershot Town         | 2,431      |

| N.º                                       | Local                  | Resultado | Visitante            | Asistencia |
| ----------------------------------------- | ---------------------- | --------- | -------------------- | ---------- |
| 21                                        | Morecambe              | 2 – 1     | Grimsby Town         | 1,713      |
| 22                                        | Huddersfield Town      | 3 – 4     | Port Vale            | 6,942      |
| 23                                        | Alfreton Town          | 4 – 2     | Bury Town            | 1,060      |
| 24                                        | Kidderminster Harriers | 1 – 0     | Cambridge United     | 1,717      |
| 25                                        | Leicester City         | 3 – 0     | Stevenage Borough    | 7,586      |
| 26                                        | Milton Keynes Dons     | 1 – 2     | Bradford City        | 5,542      |
| 27                                        | Darlington             | 0 – 0     | Droylsden            | 2,479      |
| replay                                    | Droylsden              | 1 – 0     | Darlington           | 1,672      |
| 28                                        | Chesterfield           | 3 – 1     | Mansfield Town       | 6,612      |
| 29                                        | AFC Telford United     | 2 – 2     | Southend United      | 3,631      |
| replay                                    | Southend United        | 2 – 0     | AFC Telford United   | 4,415      |
| 30                                        | Curzon Ashton          | 3 – 2     | Exeter City          | 1,259      |
| 31                                        | Histon                 | 1 – 0     | Swindon Town         | 1,541      |
| 32                                        | Kettering Town         | 1 – 1     | Lincoln City         | 3,314      |
| replay                                    | Lincoln City           | 1 – 2     | Kettering Town       | 3,953      |
| 33                                        | Barnet                 | 1 – 1     | Rochdale             | 1,782      |
| replay                                    | Rochdale               | 3 – 2     | Barnet               | 2,339      |
| 34                                        | Hereford United        | 0 – 0     | Dagenham & Redbridge | 1,825      |
| replay                                    | Dagenham & Redbridge   | 2 – 1     | Hereford United      | 1,409      |
| 35                                        | Cheltenham Town        | 2 – 2     | Oldham Athletic      | 2,585      |
| replay                                    | Oldham Athletic        | 0 – 1     | Cheltenham Town      | 2,552      |
| 36                                        | Luton Town             | 0 – 0     | Altrincham           | 3,200      |
| replay                                    | Altrincham             | 0 – 0     | Luton Town           | 2,397      |
| Luton Town ganó 4-2 desde los tiros penal |                        |           |                      |            |
| 37                                        | Crewe Alexandra        | 1 – 0     | Ebbsfleet United     | 2,593      |
| 38                                        | Eastwood Town          | 2 – 1     | Brackley Town        | 960        |
| 39                                        | Leeds United           | 1 – 1     | Northampton Town     | 9,531      |
| replay                                    | Northampton Town       | 2 – 5     | Leeds United         | 3,960      |
| 40                                        | Harlow Town            | 0 – 2     | Macclesfield Town    | 2,149      |

† Grays'  Abandono por falta de iluminación.

## Ronda preliminar 6
| N.º    | Local                  | Resultado | Visitante            | Asistencia |
| ------ | ---------------------- | --------- | -------------------- | ---------- |
| 1      | Chesterfield           | 2 – 2     | Droylsden            | 5,698      |
| replay | Droylsden              | 2 – 1     | Chesterfield         | 2,824      |
| 2      | Peterborough United    | 0 – 0     | Tranmere Rovers      | 5,980      |
| replay | Tranmere Rovers        | 1 – 2     | Peterborough United  | 3,139      |
| 3      | Eastwood Town          | 2 – 0     | Wycombe Wanderers    | 1,955      |
| 4      | Notts County           | 1 – 1     | Kettering Town       | 4,451      |
| replay | Kettering Town         | 2 – 1     | Notts County         | 3,019      |
| 5      | Leicester City         | 3 – 2     | Dagenham & Redbridge | 7,791      |
| 6      | Barrow                 | 2 – 1     | Brentford            | 3,532      |
| 7      | Bradford City          | 1 – 2     | Leyton Orient        | 5,065      |
| 8      | Southend United        | 3 – 1     | Luton Town           | 4,111      |
| 9      | Forest Green Rovers    | 2 – 0     | Rochdale             | 1,715      |
| 10     | Histon                 | 1 – 0     | Leeds United         | 4,103      |
| 11     | Scunthorpe United      | 4 – 0     | Alfreton Town        | 4,249      |
| 12     | Torquay United         | 2 – 0     | Oxford United        | 2,647      |
| 13     | Fleetwood Town         | 2 – 3     | Hartlepool United    | 3,280      |
| 14     | Morecambe              | 2 – 3     | Cheltenham Town      | 1,758      |
| 15     | Gillingham             | 0 – 0     | Stockport County     | 4,419      |
| replay | Stockport County       | 1 – 2     | Gillingham           | 3,329      |
| 16     | Millwall               | 3 – 0     | Aldershot Town       | 6,159      |
| 17     | Carlisle United        | 0 – 2     | Crewe Alexandra      | 2,755      |
| 18     | AFC Bournemouth        | 0 – 0     | Blyth Spartans       | 4,165      |
| replay | Blyth Spartans         | 1 – 0     | AFC Bournemouth      | 4,040      |
| 19     | Kidderminster Harriers | 2 – 0     | Curzon Ashton        | 2,070      |
| 20     | Port Vale              | 1 – 3     | Macclesfield Town    | 4,684      |

## Treintaidosavos de final
| N.º    | Local                | Resultado | Visitante               | Asistencia |
| ------ | -------------------- | --------- | ----------------------- | ---------- |
| 1      | Portsmouth           | 0 – 0     | Bristol City            | 14,446     |
| replay | Bristol City         | 0 – 2     | Portsmouth              | 14,302     |
| 2      | Sheffield Wednesday  | 1 – 2     | Fulham                  | 18,377     |
| 3      | Preston North End    | 0 – 2     | Liverpool               | 23,046     |
| 4      | Birmingham City      | 0 – 2     | Wolverhampton Wanderers | 22,232     |
| 5      | West Ham United      | 3 – 0     | Barnsley                | 28,869     |
| 6      | Middlesbrough        | 2 – 1     | Barrow                  | 25,132     |
| 7      | Hull City            | 0 – 0     | Newcastle United        | 20,557     |
| replay | Newcastle United     | 0 – 1     | Hull City               | 31,380     |
| 8      | Hartlepool United    | 2 – 0     | Stoke City              | 5,367      |
| 9      | Chelsea              | 1 – 1     | Southend United         | 41,090     |
| replay | Southend United      | 1 – 4     | Chelsea                 | 11,314     |
| 10     | Manchester City      | 0 – 3     | Nottingham Forest       | 31,869     |
| 11     | Cardiff City         | 2 – 0     | Reading                 | 12,448     |
| 12     | Ipswich Town         | 3 – 0     | Chesterfield            | 12,524     |
| 13     | Charlton Athletic    | 1 – 1     | Norwich City            | 12,615     |
| replay | Norwich City         | 0 – 1     | Charlton Athletic       | 13,997     |
| 14     | West Bromwich Albion | 1 – 1     | Peterborough United     | 18,659     |
| replay | Peterborough United  | 0 – 2     | West Bromwich Albion    | 10,735     |
| 15     | Torquay United       | 1 – 0     | Blackpool               | 3,654      |
| 16     | Leyton Orient        | 1 – 4     | Sheffield United        | 4,527      |
| 17     | Southampton          | 0 – 3     | Manchester United       | 31,901     |
| 18     | Millwall             | 2 – 2     | Crewe Alexandra         | 5,754      |
| replay | Crewe Alexandra      | 2 – 3     | Millwall                | 3,060      |
| 19     | Histon               | 1 – 2     | Swansea City            | 2,821      |
| 20     | Forest Green Rovers  | 3 – 4     | Derby County            | 4,836      |
| 21     | Queens Park Rangers  | 0 – 0     | Burnley                 | 8,896      |
| replay | Burnley              | 2 – 1     | Queens Park Rangers     | 3,760      |
| 22     | Leicester City       | 0 – 0     | Crystal Palace          | 15,976     |
| replay | Crystal Palace       | 2 – 1     | Leicester City          | 6,023      |
| 23     | Tottenham Hotspur    | 3 – 1     | Wigan Athletic          | 34,040     |
| 24     | Cheltenham Town      | 0 – 0     | Doncaster Rovers        | 4,417      |
| replay | Doncaster Rovers     | 3 – 0     | Cheltenham Town         | 5,345      |
| 25     | Arsenal              | 3 – 1     | Plymouth Argyle         | 59,424     |
| 26     | Kettering Town       | 2 – 1     | Eastwood Town           | 5,090      |
| 27     | Blyth Spartans       | 0 – 1     | Blackburn Rovers        | 3,445      |
| 28     | Macclesfield Town    | 0 – 1     | Everton                 | 6,008      |
| 29     | Watford              | 1 – 0     | Scunthorpe United       | 8,690      |
| 30     | Sunderland           | 2 – 1     | Bolton Wanderers        | 20,685     |
| 31     | Coventry City        | 2 – 0     | Kidderminster Harriers  | 13,652     |
| 32     | Gillingham           | 1 – 2     | Aston Villa             | 10,107     |

## Dieciceisavos de final
| N.º    | Local                   | Resultado | Visitante            | Asistencia |
| ------ | ----------------------- | --------- | -------------------- | ---------- |
| 1      | Liverpool               | 1 – 1     | Everton              | 43,524     |
| replay | Everton                 | 1 – 0     | Liverpool            | 37,918     |
| 2      | Manchester United       | 2 – 1     | Tottenham Hotspur    | 75,014     |
| 3      | Hull City               | 2 – 0     | Millwall             | 18,639     |
| 4      | Sunderland              | 0 – 0     | Blackburn Rovers     | 22,634     |
| replay | Blackburn Rovers        | 0 – 2     | Sunderland           | 8,849      |
| 5      | Hartlepool United       | 0 – 2     | West Ham United      | 6,849      |
| 6      | Sheffield United        | 2 – 1     | Charlton Athletic    | 15,957     |
| 7      | Cardiff City            | 0 – 0     | Arsenal              | 20,079     |
| replay | Arsenal                 | 4 - 0     | Cardiff City         | 57,237     |
| 8      | Portsmouth              | 0 – 2     | Swansea City         | 17,357     |
| 9      | Chelsea                 | 3 – 1     | Ipswich Town         | 41,137     |
| 10     | Doncaster Rovers        | 0 – 0     | Aston Villa          | 13,520     |
| replay | Aston Villa             | 3 – 1     | Doncaster Rovers     | 24,203     |
| 11     | West Bromwich Albion    | 2 – 2     | Burnley              | 18,294     |
| replay | Burnley                 | 3 – 1     | West Bromwich Albion | 6,635      |
| 12     | Torquay United          | 0 – 1     | Coventry City        | 6,018      |
| 13     | Kettering Town          | 2 – 4     | Fulham               | 5,406      |
| 14     | Watford                 | 4 – 3     | Crystal Palace       | 10,006     |
| 15     | Derby County            | 1 – 1     | Nottingham Forest    | 32.035     |
| replay | Nottingham Forest       | 2 – 3     | Derby County         | 29,001     |
| 16     | Wolverhampton Wanderers | 1 – 2     | Middlesbrough        | 18,013     |

## Fase final
|  | Octavos de final  | Octavos de final  |                   |       | Cuartos de final | Cuartos de final |  |  | Semifinales    | Semifinales    |  |  | Final                | Final                |
|  | 14 de febrero     | 14 de febrero     |                   |       | 7 de marzo       | 7 de marzo       |  |  | 18/19 de abril | 18/19 de abril |  |  | 30 de mayo (Wembley) | 30 de mayo (Wembley) |
|  |                   |                   |                   |       |                  |                  |  |  |                |                |  |  |                      |                      |
|  |                   |                   |                   |       |                  |                  |  |  |                |                |  |  |                      |                      |
|  |                   |                   |                   |       |                  |                  |  |  |                |                |  |  |                      |                      |
|  | Watford           | 1                 |                   |       |                  |                  |  |  |                |                |  |  |                      |                      |
|  | Watford           | 1                 |                   |       |                  |                  |  |  |                |                |  |  |                      |                      |
|  | Chelsea           | 3                 |                   |       |                  |                  |  |  |                |                |  |  |                      |                      |
|  | Chelsea           | 3                 | Chelsea           | 2     |                  |                  |  |  |                |                |  |  |                      |                      |
|  |                   |                   |                   | 2     |                  |                  |  |  |                |                |  |  |                      |                      |
|  |                   | Coventry City     | 0                 |       |                  |                  |  |  |                |                |  |  |                      |                      |
|  | Coventry City     | Coventry City     | 0                 | 1     |                  |                  |  |  |                |                |  |  |                      |                      |
|  | Coventry City     |                   |                   | 1     |                  |                  |  |  |                |                |  |  |                      |                      |
|  | Blackburn         | 0                 |                   |       |                  |                  |  |  |                |                |  |  |                      |                      |
|  | Blackburn         | 0                 | Chelsea           | 2     |                  |                  |  |  |                |                |  |  |                      |                      |
|  |                   |                   |                   | 2     |                  |                  |  |  |                |                |  |  |                      |                      |
|  |                   | Arsenal           | 1                 |       |                  |                  |  |  |                |                |  |  |                      |                      |
|  | Arsenal           | Arsenal           | 1                 | 3     |                  |                  |  |  |                |                |  |  |                      |                      |
|  | Arsenal           |                   |                   | 3     |                  |                  |  |  |                |                |  |  |                      |                      |
|  | Burnley           | 0                 |                   |       |                  |                  |  |  |                |                |  |  |                      |                      |
|  | Burnley           | 0                 | Arsenal           | 2     |                  |                  |  |  |                |                |  |  |                      |                      |
|  |                   |                   |                   | 2     |                  |                  |  |  |                |                |  |  |                      |                      |
|  |                   | Hull City         | 1                 |       |                  |                  |  |  |                |                |  |  |                      |                      |
|  | Hull City         | Hull City         | 1                 | 3     |                  |                  |  |  |                |                |  |  |                      |                      |
|  | Hull City         |                   |                   | 3     |                  |                  |  |  |                |                |  |  |                      |                      |
|  | Sheffield United  | 2                 |                   |       |                  |                  |  |  |                |                |  |  |                      |                      |
|  | Sheffield United  | 2                 | Chelsea           | 2     |                  |                  |  |  |                |                |  |  |                      |                      |
|  |                   |                   |                   | 2     |                  |                  |  |  |                |                |  |  |                      |                      |
|  |                   | Everton           | 1                 |       |                  |                  |  |  |                |                |  |  |                      |                      |
|  | Fulham            | Everton           | 1                 | 2     |                  |                  |  |  |                |                |  |  |                      |                      |
|  | Fulham            |                   |                   | 2     |                  |                  |  |  |                |                |  |  |                      |                      |
|  | Swansea City      | 1                 |                   |       |                  |                  |  |  |                |                |  |  |                      |                      |
|  | Swansea City      | 1                 | Fulham            | 0     |                  |                  |  |  |                |                |  |  |                      |                      |
|  |                   |                   |                   | 0     |                  |                  |  |  |                |                |  |  |                      |                      |
|  |                   | Manchester United | 4                 |       |                  |                  |  |  |                |                |  |  |                      |                      |
|  | Manchester United | Manchester United | 4                 | 4     |                  |                  |  |  |                |                |  |  |                      |                      |
|  | Manchester United |                   |                   | 4     |                  |                  |  |  |                |                |  |  |                      |                      |
|  | Derby County      | 1                 |                   |       |                  |                  |  |  |                |                |  |  |                      |                      |
|  | Derby County      | 1                 | Manchester United | 0 (2) |                  |                  |  |  |                |                |  |  |                      |                      |
|  |                   |                   |                   | 0 (2) |                  |                  |  |  |                |                |  |  |                      |                      |
|  |                   | Everton           | 0 (4)             |       |                  |                  |  |  |                |                |  |  |                      |                      |
|  | Everton           | Everton           | 0 (4)             | 3     |                  |                  |  |  |                |                |  |  |                      |                      |
|  | Everton           |                   |                   | 3     |                  |                  |  |  |                |                |  |  |                      |                      |
|  | Aston Villa       | 1                 |                   |       |                  |                  |  |  |                |                |  |  |                      |                      |
|  | Aston Villa       | 1                 | Everton           | 2     |                  |                  |  |  |                |                |  |  |                      |                      |
|  |                   |                   |                   | 2     |                  |                  |  |  |                |                |  |  |                      |                      |
|  |                   | Middlesbrough     | 1                 |       |                  |                  |  |  |                |                |  |  |                      |                      |
|  | Middlesbrough     | Middlesbrough     | 1                 | 3     |                  |                  |  |  |                |                |  |  |                      |                      |
|  | Middlesbrough     |                   |                   | 3     |                  |                  |  |  |                |                |  |  |                      |                      |
|  | West Ham United   | 1                 |                   |       |                  |                  |  |  |                |                |  |  |                      |                      |
|  | West Ham United   | 1                 |                   |       |                  |                  |  |  |                |                |  |  |                      |                      |

## Octavos de final
| N.º    | Local            | Resultado | Visitante         | Asistencia |
| ------ | ---------------- | --------- | ----------------- | ---------- |
| 1      | Sheffield United | 1 – 1     | Hull City         | 22,283     |
| replay | Hull City        | 2 - 1     | Sheffield United  | 17,239     |
| 2      | Watford          | 1 – 3     | Chelsea           | 16,851     |
| 3      | West Ham United  | 1 – 1     | Middlesbrough     | 33,658     |
| replay | Middlesbrough    | 2 - 0     | West Ham United   | 15,602     |
| 4      | Blackburn Rovers | 2 – 2     | Coventry City     | 15,053     |
| replay | Coventry City    | 1 - 0     | Blackburn Rovers  | 22,793     |
| 5      | Derby County     | 1 – 4     | Manchester United | 32,103     |
| 6      | Swansea City     | 1 – 1     | Fulham            | 16,573     |
| replay | Fulham           | 2 - 1     | Swansea City      | 12,316     |
| 7      | Everton          | 3 – 1     | Aston Villa       | 35,439     |
| 8      | Arsenal          | 3 – 0     | Burnley           | 57,454     |

## Cuartos de final
| N.º | Local         | Resultado | Visitante         | Asistencia |
| --- | ------------- | --------- | ----------------- | ---------- |
| 1   | Coventry City | 0 – 2     | Chelsea           | 31,407     |
| 2   | Everton       | 2 – 1     | Middlesbrough     | 37,856     |
| 3   | Fulham        | 0 – 4     | Manchester United | 24,662     |
| 4   | Arsenal       | 2 - 1     | Hull City         | 55,641     |

## Semifinales
Ambos partidos se jugaron en el Estadio de Wembley en Londres.
| N.º | Local             | Resultado | Visitante | Asistencia |
| --- | ----------------- | --------- | --------- | ---------- |
| 1   | Arsenal           | 1-2       | Chelsea   | 88.103     |
| 2   | Manchester United | 2 0-0 4   | Everton   | 88.141     |

## Final
| 30 de mayo de 2009 15:00 hs. | Chelsea                        | 2:1 (1:1) | Everton       | Estadio de Wembley, Wembley                             |                                                         |
|                              | D. Drogba 21' · F. Lampard 72' |           | Louis Saha 1' | Asistencia: 89,391 espectadores Árbitro(s): Howard Webb | Asistencia: 89,391 espectadores Árbitro(s): Howard Webb |

| 1          | POR        | Petr Čech       |     |
| 17         | DEF        | José Bosingwa   |     |
| 33         | DEF        | Alex            |     |
| 26         | DEF        | John Terry      |     |
| 3          | DEF        | Ashley Cole     |     |
| 12         | MED        | John Obi Mikel  |     |
| 5          | MED        | Michael Essien  | 61' |
| 8          | MED        | Frank Lampard   |     |
| 39         | DEL        | Nicolas Anelka  |     |
| 15         | DEL        | Florent Malouda |     |
| 11         | DEL        | Didier Drogba   |     |
| Entrenador | Entrenador | Guus Hiddink    |     |

| 24         | POR        | Tim Howard        |     |
| 2          | DEF        | Tony Hibbert      | 46' |
| 4          | DEF        | Joseph Yobo       |     |
| 5          | DEF        | Joleon Lescott    |     |
| 3          | DEF        | Leighton Baines   |     |
| 21         | MED        | Leon Osman        | 82' |
| 18         | MED        | Phil Neville      |     |
| 20         | MED        | Steven Pienaar    |     |
| 17         | MED        | Tim Cahill        |     |
| 25         | DEL        | Marouane Fellaini |     |
| 9          | DEL        | Louis Saha        | 75' |
| Entrenador | Entrenador | David Moyes       |     |

| 13 | MED | Michael Ballack | 61' |

| 15 | DEF | Lars Jacobsen | 46' |
| 14 | DEL | James Vaughan | 75' |
| 32 | MED | Dan Gosling   | 82' |

| Anotado | 21' | Didier Drogba | 1–1 |
| Anotado | 72' | Frank Lampard | 2–1 |

| Anotado | 1' | Louis Saha | 0–1 |

| Amonestado | 63' | John Obi Mikel |
| Amonestado | 84' | Frank Lampard  |

| Amonestado | 8'  | Tony Hibbert    |
| Amonestado | 47' | Phil Neville    |
| Amonestado | 94' | Leighton Baines |

| Árbitro             | Howard Webb      |
| Árbitros asistentes | Mike Mullarkey   |
| Árbitros asistentes | David Richardson |
| Cuarto árbitro      | Martin Atkinson  |

| 1          | POR        | Petr Čech       |     |
| 17         | DEF        | José Bosingwa   |     |
| 33         | DEF        | Alex            |     |
| 26         | DEF        | John Terry      |     |
| 3          | DEF        | Ashley Cole     |     |
| 12         | MED        | John Obi Mikel  |     |
| 5          | MED        | Michael Essien  | 61' |
| 8          | MED        | Frank Lampard   |     |
| 39         | DEL        | Nicolas Anelka  |     |
| 15         | DEL        | Florent Malouda |     |
| 11         | DEL        | Didier Drogba   |     |
| Entrenador | Entrenador | Guus Hiddink    |     |

| 24         | POR        | Tim Howard        |     |
| 2          | DEF        | Tony Hibbert      | 46' |
| 4          | DEF        | Joseph Yobo       |     |
| 5          | DEF        | Joleon Lescott    |     |
| 3          | DEF        | Leighton Baines   |     |
| 21         | MED        | Leon Osman        | 82' |
| 18         | MED        | Phil Neville      |     |
| 20         | MED        | Steven Pienaar    |     |
| 17         | MED        | Tim Cahill        |     |
| 25         | DEL        | Marouane Fellaini |     |
| 9          | DEL        | Louis Saha        | 75' |
| Entrenador | Entrenador | David Moyes       |     |

| 13 | MED | Michael Ballack | 61' |

| 15 | DEF | Lars Jacobsen | 46' |
| 14 | DEL | James Vaughan | 75' |
| 32 | MED | Dan Gosling   | 82' |

| Anotado | 21' | Didier Drogba | 1–1 |
| Anotado | 72' | Frank Lampard | 2–1 |

| Anotado | 1' | Louis Saha | 0–1 |

| Amonestado | 63' | John Obi Mikel |
| Amonestado | 84' | Frank Lampard  |

| Amonestado | 8'  | Tony Hibbert    |
| Amonestado | 47' | Phil Neville    |
| Amonestado | 94' | Leighton Baines |

| Árbitro             | Howard Webb      |
| Árbitros asistentes | Mike Mullarkey   |
| Árbitros asistentes | David Richardson |
| Cuarto árbitro      | Martin Atkinson  |

|           |
| England   |
| Campeón   |
| Chelsea   |
| 5º título |